# 블랙 스트링
블랙 스트링(black string)은 높은 차원 (D>4)의 블랙홀의 일반화이다. 사건의 지평선은 위상적으로 동등한 것이 S2*S1이고 시공은 점근적이게 Md-1*S1이다.
검은 끈 붕괴의 섭동은 threshold L'보다 큰 L을 위해 불안정한 상태로 발견되었다. 검은 끈의 비선형 전개는 threshold를 넘어서 아마 검은 끈이 끊겨서 하나로 뭉쳐 융합하려 했던 블랙홀이 분리되는 결과를 낳을 것이다. 이 시나리오는 검은 끈이 한정된 시간 내에 끊길 수 없기 때문에 가망성이 없어 보인다. 섭동이 되면, 검은 끈은 안정된, 정적인 불균일한 상태로 된다.